# Anticoma kerguelensis
Anticoma kerguelensis is een rondwormensoort uit de familie van de Anticomidae. De wetenschappelijke naam van de soort is voor het eerst geldig gepubliceerd in 1958 door Mawson.